# St. Stephan (Edelsfeld)

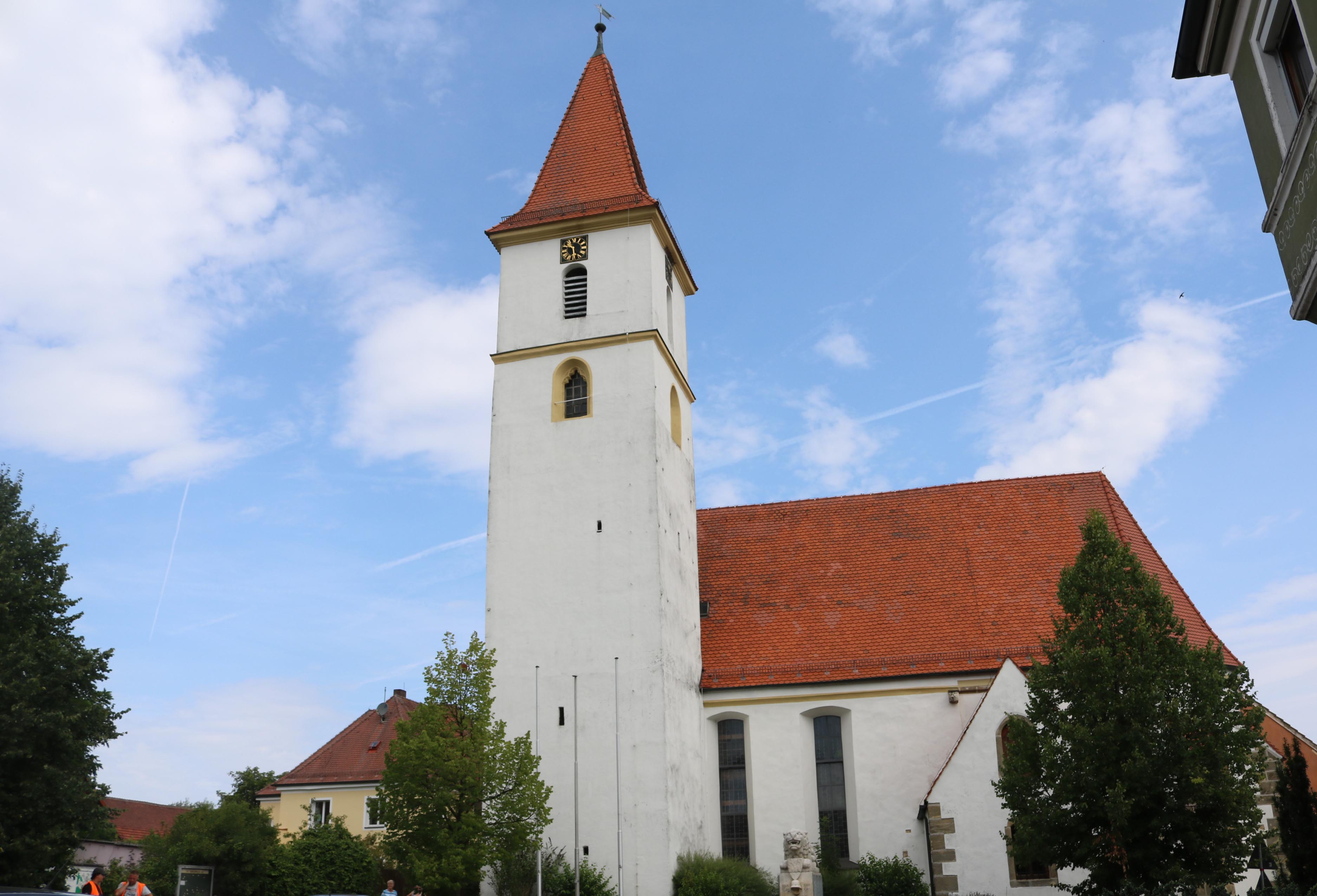
St. Stephan (Edelsfeld)

Die evangelisch-lutherische, denkmalgeschützte Kirche St. Stephan steht in Edelsfeld, einer Gemeinde im Landkreis Amberg-Sulzbach der Oberpfalz. Die Pfarrei gehört zum Dekanat Cham/Sulzbach-Rosenberg/Weiden der Evangelisch-Lutherischen Kirche in Bayern. Sie war bis zur Erbauung der katholischen Kirche St. Stephanus 1910 Simultankirche. Das Bauwerk ist unter der Denkmalnummer D-3-71-119-2 als Baudenkmal in die Bayerische Denkmalliste eingetragen.

## Beschreibung
Die im Kern romanische Saalkirche wurde im 12. Jahrhundert erbaut. Sie besteht aus einem Langhaus, das mit einem nach Westen abgewalmten Satteldach bedeckt ist, und einem gleich breiten, 1498 gebauten Chor mit Fünfachtelschluss im Osten, der von Strebepfeilern gestützt wird. An den Chor ist nach Süden die Sakristei angebaut. Der gotische, quadratische Kirchturm, der im Westen an der Südwand des Langhauses steht, wurde 1827 und 1907 aufgestockt, und mit einem Knickhelm bedeckt. Sein oberstes Geschoss beherbergt die Turmuhr und den Glockenstuhl. Das Portal, das sich auf der Westseite befindet, ist mit einem Sprenggiebel bedeckt. Das ursprünglich romanische Portal führt heute in den Kirchturm. Die Orgel wurde 1900 als Opus 684 von G. F. Steinmeyer & Co. gebaut.